# Cylindrothecium amplirete
Cylindrothecium amplirete là một loài rêu trong họ Entodontaceae. Loài này được Sull. mô tả khoa học đầu tiên năm 1861.